# Мазур, Никола
Никола Мазур (пол. Nikola Mazur; род. 5 ноября 1995 года, Белосток, Польша, польская) — спортсменка в шорт-треке. Участница зимних Олимпийских игр 2022 года, трёхкратный призёр чемпионата Европы, чемпионка Польши и многократная призёр чемпионата Польши. Выступает за клуб «Stoczniowiec Gdańsk» (Гданьск).

## Спортивная карьера
Никола Мазур родилась в городе Белосток, где и начала совершенно случайно заниматься шорт-треком в возрасте 10 лет. Она всегда любила двигаться и имела физическую предрасположенность — бегала быстро и была в хорошей форме. В 3-м классе начальной школы пошла в спортивный класс и поступила в школу спортивного мастерства в класс по конькобежному спорту. Уже через 2 года, в 2007 году начала выступления на национальных конкурсах среди девочек.
В 2011 году заняла 3-е место на национальном чемпионате Польши в забеге на 500 м. В 2013 году Никола дебютировала на чемпионате мира среди юниоров в Варшаве, заняв лучшее 19-е место в забеге на 500 м. Сезон завершила 2-м местом в забеге на 500 м и 3-м на 1000 м на чемпионате страны. В следующем году она финишировала с бронзовой медалью в многоборье на чемпионате Польши, завоевав также бронзу на дистанциях 500 м и 1500 м, а в 2015 и 2017 году выиграла вновь бронзу в беге на 500 м и 1000 м.
В том же году стала второй на юниорском чемпионате Польши и впервые участвовала на Кубке мира. В 2019 году Никола Мазур дебютировала на чемпионате Европы в Дордрехте и заняла 21-е место в сумме многоборья, а в марте на дебютном чемпионате мира в Софии стала 31-й в абсолютном зачёте. На чемпионате Польши выиграла бронзу в многоборье и беге на 500 м, а также завоевала золото на дистанции 1000 м.
В январе 2021 года на чемпионате Европы в Гданьске поднялась на 12-е место в беге на 500 м, в общем зачёте стала 12-й, а в женской эстафете заняла 6-е место. В марте на чемпионате мира в Дордрехте заняла 11-е место в сумме многоборья, заняв 8-е места на дистанциях 500 и 1000 м. В марте Никола стала серебряным призёром на чемпионате Польши на дистанциях 500 и 1000 метров, а также выиграла три бронзовые медали — в многоборье, смешанной и женской эстафетах, завершив сезон в прекрасном настроении.
В феврале 2022 года Мазур участвовала на зимних Олимпийских играх в Пекине, где 5 февраля в смешанной эстафете заняла 11-е место, 7 февраля на дистанции 500 м заняла 27-е место, в эстафете помогла команде дойти до 6-го места. Следом на чемпионате мира в Монреале заняла 6-е место в беге на 500 метров, в женской эстафете заняла 5-е место, а в общем зачёте поднялась на 18-е место.
В январе 2023 года на чемпионате Европы в Гданьске была близка к медали вместе с командой, но в итоге заняла 4-е место в женской эстафете. В беге на 500 метров заняла 5-е место и 7-е на 1500 метров. В феврале завоевала бронзовую медаль на этапе Кубка мира в Дордрехте в смешанной эстафете. Ещё через месяц на чемпионате мира в Сеуле финишировала 6-й в женской эстафете, 7-й в смешанной и 6-й на дистанции 500 метров.
В сезоне 2023/24 на декабрьском этапе Кубка мира в Пекине Мазур вновь стала третьей в женской эстафете, а вот на чемпионате Европы в Гданьске выиграла впервые серебряную медаль в смешанной эстафете, дважды поднималась на 4-е место в беге на 500 метров и в женской эстафете. В забеге на 1000 метров заняла 17-е место. В феврале на последнем этапе Кубка мира в Дрездене Мазур получила травму, был повреждён плечево-ключичный сустав, разорваны связки и разорваны пять поперечных отростков. Но уже в марте участвовала на чемпионате мира в Роттердаме и заняла лучшее 6-е место в смешанной эстафете и 8-е в женской эстафете.

## Личная жизнь
Никола Мазур с 2020 года обучается в Университете Гданьска в Сопоте на экономическом факультете. В апреле 2023 года она вступила на добровольную военную службу в 9-ю бронетанковую кавалерийскую бригаду в Бранево и стала военнослужащей, совмещая службу со спортом. Увлекается психологией. Встречается с польским конькобежцем Артуром Вас.